# Andrea Marinoni
Andrea Marinoni   (Clusone, 24 de novembre de 1955) és un ex-pilot d'enduro italià, guanyador de tres Campionats d'Europa (en 175, 250 i 125 cc). Formà part de l'equip italià que guanyà el Trofeu als Sis Dies Internacionals d'Enduro de 1980 i el Vas als de 1981.
A començament dels 80 començà a participar en el Ral·li Dakar, corrent-hi en un total de 10 edicions en totes les quals aconseguí sempre arribar a Dakar entre els 10 primers.

## Col·laboració amb Valentino Rossi
D'ençà de 1993, un cop retirat de les curses, Marinoni començà a treballar per a Yamaha en competicions de Superbikes, especialitzant-se en el sector Hospitality (responsable de catering, sala de premsa i gestions organitzatives diverses). El 1999 el contractà Valentino Rossi perquè dirigís el seu equip (el «Nastro Azzurro»), amb tan bons resultats que els quatre primers anys el pilot aconseguí tres títols mundials.
A banda de l'evident mèrit de Rossi, Marinoni hi col·laborà amb una organització modèlica, aportant idees innovadores com ara el fet de contractar el prestigiós chef italià Roberto Benussi, qui s'encarregà de l'alimentació del campió amb unes dietes excel·lents. Tota aquesta gestió li valgué a Marinoni el sobrenom afectuós d'àngel custodi de Valentino Rossi.

## Palmarès

### Campionat d'Europa
- 3 Campionats d'Europa d'enduro:
  - 1 en 175 cc (1979, SWM)
  - 1 en 250 cc (1980, SWM)
  - 1 en 125 cc 2T (1983, KTM)
- 3 Victòries a la Valli Bergamasche:
  - 1979 - 175 cc (SWM)
  - 1980 - 250 cc (SWM)
  - 1982 - 250 cc (KTM)

### ISDE
- Victòria al Trofeu el 1980 (Briude, Occitània)
- Victòria al Vas el 1981 (Elba, Itàlia)

### Campionat d'Itàlia
- 4 Campionats d'Itàlia d'enduro:
  - 1974 (Trofeo FMI 50 cc, SWM)
  -  ? (campionat en categories menors)
  - 1977 (100 cc)
  - 1983 (125 cc, KTM)

### Ral·li Dakar
- Participació en deu edicions, als quals sempre va arribar entre els deu primers. En destaquen aquests resultats:
  - 1985 - 4t absolut (Yamaha)
  - 1986 - 7è absolut (Yamaha)
  - 1989 - 9è absolut (Yamaha)